# Gammarus italicus
Gammarus italicus is een vlokreeftensoort uit de familie van de Gammaridae. De wetenschappelijke naam van de soort is voor het eerst geldig gepubliceerd in 1977 door Goedmakers & Pinkster.
Anders dan de soortnaam italicus doet vermoeden komt de soort alleen voor op het eiland Sardinië. Oorspronkelijk werd gedacht dat de soorten G. italicus en G. elvirae, die juist voorkomt op het Italiaanse vasteland, een en dezelfde soort betrof.  Op basis van genetisch onderzoek ontdekte Iannilli & Ruffo in 2002 dat het verschillende soorten waren. Degene die op Sardinië voorkwam betrof het door Goedmakers en Pinkster beschreven type en deze behield de naam italicus Het belangrijkste morfologische verschil betreft de vorm van het basale segment in P6-7 en het grotere telson van G. elvirae.
G. italicus leeft in zoet water.